# John William Mauchly
John William Mauchly (30 de agosto de 1907 – 8 de enero de 1980) fue un físico estadounidense que, junto con  la ENIAC, hizo el primer programa y el primer ordenador digital electrónico de propósito general[cita requerida] así como el EDVAC, el Binac y el UNIVAC I, el primer ordenador comercial hecho en los Estados Unidos. 
Junto con John Presper Eckert empezaron la primera compañía de ordenadores, la Eckert-Mauchly Computer Corporation y fueron precursores en algunos conceptos fundamentales de los ordenadores, incluyendo el “programa almacenado”, las subrutinas y los lenguajes de programación. Su trabajo, tal y como se expone su primer borrador del informe del EDVAC (1945) y tal y como se explica en las “Moore School Lectures” (1946) influenció una explosión en el desarrollo de ordenadores a finales de los 40 en cualquier parte del mundo.

## Juventud y educación
Mauchly nació el 30 de agosto de 1907 en Cincinnati, Ohio. Creció en Chevy Chase, Maryland, mientras su padre era físico en el Carnegie Institute of Washington D. C. Luego ganó la Beca de Ingeniería del Estado de Maryland, que le permitió el acceso en la “Johns Hopkins University” en el otoño de 1925, como estudiante universitario no graduado, en el programa de Ingeniería Eléctrica. En 1927 entró directamente a un programa de doctorado y fue trasladado al programa de graduado en física de la universidad. Completó el doctorado en el 1932 y se convirtió en profesor de física en el “Ursinus College”, cerca de Filadelfia, donde impartió clases desde 1933 hasta 1941.

## Moore School
En 1941 el Dr. Mauchly hizo un curso en electrónica militar en la “Moore School of Engineering”, parte de la “University of Pennsylvania”. Allí conoció a John Presper Eckert, un graduado reciente de la Moore School. Mauchly aceptó una plaza de profesor en la Moore School, que era un centro para la computación militar. Eckert con sus ideas lo animó a creer que los tubos de vacío se podían hacer más fiables con las prácticas de ingeniería apropiadas. El problema principal en el que basaba sus estudios la Moore School era la balística: el cálculo de tablas de tiro para el gran número de armas nuevas que la armada de los EE. UU. estaba desarrollando para sus objetivos militares. A principios de la década de los 40, Mauchly escribió un memorándum titulado: "Utilización de Tubos al Vacío de Alta Velocidad para realizar Cálculos."

## ENIAC
En el 1942 Mauchly escribió un memorándum proponiendo la construcción de un ordenador electrónico de propósito general. La propuesta enfatizó la enorme ventaja de velocidad que se podía ganar usando la electrónica digital sin partes móviles. Herman Goldstine, que era el enlace entre la Armada y la Moore School, se enteró de la idea y pidió a Mauchly que escribiera una propuesta formal. La Armada acordó con la Moore School construir la Electronic Numerical Integrator and Computer (ENIAC). Mauchly encabezó el diseño conceptual mientras que Eckert llevó a término la ingeniería del hardware de la ENIAC. Un gran número de otros ingenieros con talento contribuyeron al proyecto secreto “PX”.
Gracias a sus cálculos a gran velocidad, la ENIAC podía resolver problemas que hasta entonces no eran planteables. Era mil veces más rápida que la tecnología existente. Podía sumar cinco mil números o hacer catorce multiplicaciones de diez dígitos en un segundo.
La ENIAC podía ser programada para ejecutar secuencias y enlaces de suma, resta, multiplicación, división, elevación al cuadrado, funciones de entrada y salida y saltos de secuencia condicionales. La programación era por hardware y reprogramarlo costaba días, pero se rediseñó en el año 1948 para permitir el uso de programas almacenados con una pequeña pérdida de velocidad. Fue en la boda de Jean Jennings Bartik donde conoció a su futura esposa, Kathleen  Antonelli, que también fue una de las 6 programadoras de ENIAC.

## EDVAC
El diseño del ENIAC se congeló en el 1944 para permitir la construcción. Eckert y Mauchly eran conscientes de las limitaciones de la máquina y empezaron a hacer planes para un segundo ordenador, que se debía llamar EDVAC. En enero de 1945 obtuvieron un contrato para construir su ordenador de programas almacenados. Eckert propuso una memoria de mercurio para guardar tanto el programa como los datos. Más tarde, en aquel mismo año, el matemático John von Neumann se enteró del proyecto y se unió en algunas de las discusiones del proyecto. Redactando un documento interno que describía el EDVAC.
El término Arquitectura de von Neumann surgió a partir de un artículo de von Neumann, "First Draft of a Report about the EDVAC". Con fecha de 30 de junio de 1945, fue un primer informe escrito de un ordenador de propósito general con programas almacenados (el EDVAC). Goldstine, en un movimiento que crearía controversia, eliminó cualquier referencia a Eckert y Mauchly, y distribuyó el documento a una serie de colegas de von Neumann en todo el país. Las ideas fueron ampliamente conocidas en el mundo de los diseñadores de ordenadores.
Aparte de la falta de crédito, Eckert y Mauchly sufrieron más estorbos debido a las acciones de Goldstine. La patente de la ENIAC (OS Patent 3120606), emitida el 1964 se archivó el 26 de junio de 1947 y otorgada el 4 de febrero de 1964, pero la divulgación pública de los detalles de diseño del EDVAC en el "First Draft" (que también eran comunes en el ENIAC) fue más tarde citada como una causa para la invalidación de la patente del ENIAC en el 1973.

## Las conferencias de la Moore School
En marzo de 1946, justo después de que se anunciara el ENIAC, la “Moore School” decidió cambiar su política de patentes, para poder ganar derechos comerciales por cualquier desarrollo futuro de ordenadores. Eckert y Mauchly decidieron que era inaceptable y dimitieron. No obstante, habían sido contratados para hacer una cosa más en la Moore School: dar toda una serie de charlas sobre diseño de ordenadores.
El curso "The Theory and Techniques for Design of Digital Computers" (Teoría y técnicas por el diseño de ordenadores digitales), se llevó a término desde el 8 de julio hasta el 31 de agosto de 1946. Eckert dio 11 de las conferencias. Mauchly y Goldstine hicieron seis cada uno. En "las conferencias de la Moore School", tal y como se conocieron, asistieron representantes de la armada, la marina, el MIT, el National Bureau of Standards, la Universidad de Cambridge, Columbia. Harvard, IBM, Bell Labs, Eastman Kodak, General Electric y la National Cash Register. Un cierto número de asistentes desarrollaron ordenadores más tarde, como por ejemplo Maurice Wilkes, de Cambridge, que construyó el EDSAC.

## Software
El interés de Mauchly recae en las aplicaciones de ordenadores, así como en su arquitectura y organización. Su experiencia programando la ENIAC y sus sucesores lo llevaron a crear el "SHORT CODE", el primer lenguaje de programación usado actualmente en un ordenador (precedido por el conceptual Plankalkul de Zuse). Era un intérprete de pseudo-código para problemas matemáticos propuesto al 1949 y que funcionó sobre el UNIVAC I y el II. La creencia de Mauchly en la importancia de los lenguajes lo trajeron a contratar a Grace Murray Hopper para desarrollar un compilador para el UNIVAC.
A John Mauchly se le ha reconocido también el ser el primero en usar el verbo "programar" en su artículo de 1942 sobre ordenadores electrónicos, aun cuando fue en el contexto del ENIAC y no en su significado actual.

## Carrera
Mauchly continuó involucrado en ordenadores durante el resto de su vida. Fue un miembro fundador y Presidente de la “Association for Computing Machinery” (ACM) y también ayudó a fundar la “Society of Industrial and Applied Mathematics” (SIAM). La Eckert-Mauchly Computer Corporation fue comprada por Remington Rand en el 1950 y durante diez años, el Dr. Mauchly se quedó como Director de Desarrollo de Aplicaciones de la UNIVAC. Marchó en el 1959 y formó la consultora “Mauchly & Associated”. En el año 1967 fundó Dynatrend, una organización consultora de ordenadores. El 1973 se convirtió en asesor de Sperry Univac.

## Premios
Mauchly recibió numerosos premios y honores. Era miembro vitalicio del Franklin Institute, la National Academy of Engineering y la Society for Advancement of Management. También fue escogido Socio de la IRE, sociedad predecesora de la IEEE, en el 1957, y fue socio del American Statistical Association.

## Controversia de la patente
La patente sobre la ENIAC de 1946 de Mauchly y Eckert fue invalidada por una decisión de la OS Federal Court el octubre de 1973 por varias razones. Algunas tienen que ver con el tiempo entre la publicación (el First Draft) y el día de archivamiento de la patente (1947). El juez Larson declaró que "el problema principal se derivó" del anterior Atanasoff-Berry Computer (ABC). Esta decisión se convirtió en el centro de una controversia.
Los defensores de Mauchly hacen notar que mientras que la corte dijo que la ABC fue el primer ordenador electrónico digital, no definió el término ordenador. Due originalmente referido a la persona que computa, pero adaptado para ser aplicado a una máquina. Algunos de estos críticos dicen que el ABC no cumple su definición moderna, que requiere programabilidad. Los contrarios de la decisión de la corte también dicen que no hay, a nivel de componente, nada en común entre las dos máquinas. La ABC era binaria; la ENIAC era decimal. La ABC usaba memoria regenerativa cilíndrica; la ENIAC usaba contadores electrónicos. La ABC usaba sus tubos para implementar un sumador serial binario mientras que el ENIAC usaba los tubos para implementar un kit completo de operaciones decimales. El conjunto de instrucciones de propósito general del ENIAC, junto con la habilidad de secuenciarlas automáticamente, lo convirtieron en un ordenador de propósito general.
Otro punto frecuentemente comentado es que el ABC nunca fue completamente funcional. El mecanismo de entrada y salida no era suficientemente fiable para acabar un problema (treinta ecuaciones con 29 incógnitas) sin error. También, la máquina usaba un clock de 60 Hz, limitándose a treinta operaciones por segundo. Pero estas ideas no tienen relevancia para la patentabilidad de la ABC o de la ENIAC.
Los defensores de la decisión de la corte enfatizan que las pruebas establecían que Mauchly tenía acceso completo a la máquina de Atanassoff y a los documentos que la describían. Las cartas que escribió a Atanasoff demuestran que al menos consideró una vez construir según el método de Atanassoff.
Mauchly mantuvo que fue lo de los flip-flops electrónicos de alta velocidad en dispositivos contadores de Swarthmore lo que le dio la idea para computar a velocidades electrónicas.

Falleció el 8 de enero de 1980.